# 無綫電視藝員列表
無綫電視藝員列表：包括本列表列出現時或現任香港無綫電視（TVB）有合約藝員（按官方姓氏字母排序）。
電視廣播有限公司（簡稱無綫電視或TVB）藝員的大部份男女藝員來自九龍塘廣播道五台山電視台所屬機構，於香港電視廣播的歷史上即由其他藝人之過去包括：香港電台、商業電台、新城電台、佳藝電視（已倒閉後而結業）、麗的電視（亞洲電視前身）（含亞洲小姐及香港男士競選亞洲先生等活動）；收費電視等有包括香港有線電視、Now TV；選美包括香港小姐、國際中華小姐、香港先生及各唱片公司等。
無綫藝員合約主要分為三類（另一類專為配音藝員而設）
經理人合約：即由近年每天公司任經理人統籌藝員所有工作，除節目酬金外，並提供固定月薪
部頭合約、基本藝人合約（又名：普通其他藝員合約）：是2003年設立，每年只計算一定數量劇集作薪酬，不會為藝人規劃公司以外工作，至於較多少在時間才能完成雖然沒有固定月薪，但公司也會為其爭取公司內及外演出機會，藝員在公司批准下可參與公司之外其他的工作，2019年改為「一年一Show」至「一年六Show」、一般藝人簽經理人或基本藝人合約，而資深或已經走紅的旗下藝人亦會簽部頭合約，特約及童星演員則沒有簽約無綫電視。 
配音藝員合約：介乎前兩者之間，不過由導配統籌配音藝員的所有工作，除節目酬金外，並提供固定月薪，配音藝員在公司批准下亦可以曾參與過並非不是由其他所屬電視台奪得播映權的工作
還有尊貴合約：是給予一些對業界有很大貢獻的資深戲劇組或演藝界人員組成；有部分藝人會因為同時兼任配音藝員（反之亦然）而簽兩份合約。

## 男藝員（經理人合約）
| 姓名（合約類型／加入途徑或背景）            | 姓名（合約類型／加入途徑或背景）        | 姓名（合約類型／加入途徑或背景）              | 姓名（合約類型／加入途徑或背景）                   | 姓名（合約類型／加入途徑或背景）                      | 姓名（合約類型／加入途徑或背景）    |
| ------------------------------------------- | --------------------------------------- | --------------------------------------------- | -------------------------------------------------- | ----------------------------------------------------- | ----------------------------------- |
| 陳豪 模特兒                                 | 馬國明 藝員訓練班                       | 陳展鵬（兼天盟娛樂） 藝員進修班、亞洲電視     | 譚俊彥 演員                                        | 袁偉豪（兼邵氏兄弟、臻世娛樂） 香港先生選舉           | 蕭正楠 歌手                         |
| 張振朗 英皇新秀歌唱大賽、藝員訓練班         | 周嘉洛 藝員訓練班                       | 羅子溢 電影演員                               | 朱敏瀚 藝員訓練班                                  | 何廣沛 藝員訓練班                                     | 吳偉豪 藝員訓練班                   |
| 洪永城 香港有線電視、now TV                 | 張頴康 經劉德華推薦、藝員訓練班         | 羅天宇 香港先生選舉、藝員訓練班               | 丁子朗 型·男家族、香港先生選舉、演藝進修班（短期） | 曹永廉 歌手                                           | 鄧智堅 香港演藝學院                 |
| 陳浚霆 超級巨聲4、藝員訓練班                | 黃子恆 藝員訓練班                       | 馬貫東 藝員訓練班                             | 許家傑 香港先生選舉、演藝進修班（短期）（旁聽）    | 楊明 藝員訓練班                                       | 徐榮 藝員訓練班                     |
| 袁文傑 藝員進修班、模特兒、亞洲電視、now TV | 鄭俊弘 全球華人新秀歌唱大賽、藝員訓練班 | 張景堯 藝員訓練班                             | 周志康 超級巨聲1                                   | 李偉健 香港先生選舉                                   | 林正峰 後生仔1.0                    |
| 孔德賢 後生仔1.0                            | 冼靖峰 ViuTV（全民造星2）、聲夢傳奇     | 馮皓揚 電影演員                               | 吳天佑 藝員訓練班                                  | 伍富橋 超級巨聲4、藝員訓練班、TVB全球華人新秀歌唱大賽 | 阮政峰 功夫新星、藝員訓練班         |
| 曾展望 後生仔2.0                            | 譚永浩 英皇新秀歌唱大賽、藝員訓練班     | 丘梓謙 兒童演員、藝員訓練班                   | 黎諾懿 藝員訓練班                                  | 林溥來 節目主持人                                     | 黃庭鋒 now TV                       |
| 鄭衍峰 新時代電視                           | 陸浩明 香港有線電視                     | 黃耀英 藝員訓練班                             | 黃建東 香港先生選舉                                | 蔡國威 亞洲電視                                       | 衛志豪 香港有線電視                 |
| 張馳豪 聲夢傳奇                             | 林智樂 聲夢傳奇                         | 涂毓麟 ViuTV（全民造星）                      | 何晉樂 聲夢傳奇                                    | 文佐匡 聲夢傳奇2                                      | 孫漢霖 聲夢傳奇                     |
| 陳晉軒 聲夢傳奇2                            | 彭家賢 ViuTV（全民造星2）、聲夢傳奇2    | 金永衡 聲夢傳奇2                              | 侯雋熙 聲夢傳奇2                                   | 陳昊廷 聲夢傳奇2                                      | 區竣陞／區俊賢 藝員訓練班           |
| 周百恩 藝員訓練班                           | 布樂文 藝員訓練班                       | 陳嘉俊 藝員訓練班                             | 陳國麟 衝上雲霄大選                                | 陳力行 藝員訓練班                                     | 陳頌天 藝員訓練班                   |
| 陳俊堅 舞蹈藝員、藝員訓練班、盛·舞者        | 陳戩浩 藝員訓練班                       | 張景淳 TVbeople、藝員訓練班                   | 焦浩軒 藝員訓練班                                  | 蔡偉韜 藝員訓練班                                     | 鄒兆霆 藝員訓練班                   |
| 招浩明 藝員訓練班                           | 周嘉全 藝員訓練班                       | 鍾天濠 藝員訓練班                             | 馮顯藝 藝員訓練班                                  | 蔡景行 藝員訓練班                                     | 馮子亮 藝員訓練班、後生仔4.0        |
| 關曜儁 藝員訓練班                           | 郭海楓 藝員訓練班                       | 黎文傑 藝員訓練班                             | 黎瑞業 藝員訓練班                                  | 林家樂 藝員訓練班                                     | 林俊其 特約演員、藝員訓練班（短期） |
| 林景程 英皇新秀歌唱大賽、超級巨聲1          | 劉頌鵬 後生仔3.0                        | 劉俊亨 藝員訓練班                             | 劉展霆 盛·舞者                                     | 李顯曜 藝員訓練班                                     | 李鉅峰 衝上雲霄大選                 |
| 陸煥恆 衝上雲霄大選                         | 廖家爵 藝員訓練班                       | 馬景華 後生仔1.0 藝員訓練班                   | 魏柏豪 衝上雲霄大選                                | 吳兆麟 藝員訓練班                                     | 藝員訓練班                          |
| 施焯日 藝員訓練班、後生仔4.0                | 邵展鵬 藝員訓練班                       | 宋懿芳 藝員訓練班                             | 沈瞳伽 藝員訓練班                                  | 曾錦燊 藝員訓練班                                     | 徐文浩 後生仔2.0                    |
| 黃昇龍 藝員訓練班                           | 黃一鳴 藝員訓練班                       | 黃浩霆 香港電視藝員訓練班、藝員訓練班（短期） | 黃鍵豐 藝員訓練班                                  | 黃星綽 亞洲超星團                                     | 黃意天 藝員訓練班                   |
| 胡㻗 香港先生選舉、演藝進修班（短期）       | 鄔嘉駿 藝員訓練班                       | 葉進康 藝員訓練班                             | 葉衍佑 藝員訓練班                                  | 容天佑 功夫新星、藝員訓練班                           | 姚宏遠 藝員訓練班                   |
| 余應彤 藝員訓練班                           |                                         |                                               |                                                    |                                                       |                                     |

## 男藝員（基本藝人／部頭合約）
| 姓名（合約類型／加入途徑或背景）                                  | 姓名（合約類型／加入途徑或背景）                  | 姓名（合約類型／加入途徑或背景）               | 姓名（合約類型／加入途徑或背景）              | 姓名（合約類型／加入途徑或背景）                                | 姓名（合約類型／加入途徑或背景）             |
| ----------------------------------------------------------------- | ------------------------------------------------- | ---------------------------------------------- | --------------------------------------------- | --------------------------------------------------------------- | -------------------------------------------- |
| 黎耀祥 藝員進修班                                                 | 陳山聰（兼邵氏兄弟） New Melody                   |                                                | 郭晉安（兼邵氏兄弟、手工藝創作） 經盧國沾介紹 | 王浩信（兼邵氏兄弟） 香港演藝學院、歌手                         | 梁競徽（兼邵氏兄弟）                         |
| 胡楓 麗的電視/亞洲電視                                            | 姜大衞 麗的電視／亞洲電視                         | 陳百祥 溫拿樂隊                                | 錢嘉樂 麗的電視／邵氏電影                     | 森美 商業電台                                                   | 林盛斌 新城電台                              |
| 胡鴻鈞（兼邵氏兄弟、星夢娛樂） 超級巨聲2、TVB全球華人新秀歌唱大賽 | 鄭詩君 香港電台                                   | 陸永 舞台劇演員                                | 阮兆祥（兼邵氏兄弟、手工藝創作） 新秀歌唱大賽 | 林子善（兼星王朝） 亞洲電視、香港電台                           | 周奕瑋 無綫娛樂新聞台                        |
| 劉丹 麗的電視、佳藝電視                                           | 李家鼎 龍虎武師                                   | 吳岱融（兼邵氏兄弟） 新加坡電視台              | 羅樂林 佳藝電視、麗的電視/亞洲電視            | 單立文 音樂人                                                   | 鄭子誠（兼邵氏兄弟） 香港電台                |
| 鄧梓峰 商業電台                                                   | 安德尊 亞洲電視（未來偶像爭霸戰）                 | 胡諾言 歌手                                    | 許文軒 全球華人新秀歌唱大賽                   | 區永權 香港有線電視、now TV                                     | 王鎮泉 舞台劇演員                            |
| 歐瑞偉 藝員進修班                                                 | 韋家雄 亞洲電視                                   | 鍾志光 體育評述員                              | 李成昌 藝員訓練班                             | 阮浩棕（兼邵氏兄弟） 藝員訓練班                                 | 葉泓聲（兼邵氏兄弟、天盟娛樂） 歌手、盛·舞者 |
| 許俊豪（兼邵氏兄弟、天盟娛樂） 歌手                               | 李爾晨（兼邵氏兄弟） ViuTV                        | 古天祥（兼邵氏兄弟） 香港電視網絡              | 黎澤恩（兼邵氏兄弟） ViuTV                    | 吳瑞庭 藝員進修班                                               | 林至昭／林子超 舞蹈員                        |
| 陳永昌（兼邵氏兄弟）                                              | 蔡誌恩（兼邵氏兄弟） 有線新聞、無綫新聞           | 白彪（兼邵氏兄弟） 佳藝電視、麗的電視/亞洲電視 | 楊凱博 童星                                   | 張彥博（兼邵氏兄弟） 藝員訓練班                                 | 陳少邦 藝員訓練                              |
| 方紹聰 經理人 藝員訓練班、盛·舞者                                 | 唐嘉麟 歌手                                       | 區軒瑋 藝員訓練班、全港十八區業餘歌唱比賽      | 陳勉良 特約演員                               | 陳榮峻 藝員招募班                                               | 陳建文 藝員訓練班                            |
| 陳嘉輝 藝員訓練班                                                 | 陳志健 香港先生選舉、藝員訓練班                   | 陳嘉亮 武術指導                                | 陳健榮                                        | 陳戩浩 藝員訓練班                                               | 陳諾忠 型.男家族                             |
| 鄭恕峰 麗的電視/亞洲電視、特約演員、香港電視網絡                  | 鄭家生 武術指導                                   | 鄭健樂 香港先生選舉                            | 章景恆 藝員訓練班                             | 崔錦棠 體育評述員                                               | 秦啟維 亞洲電視                              |
| 程浩駿 藝員訓練班                                                 | 張翼東 香港演藝學院、big big channel              | 張本立 飲食節目主持                            | 張韡騰 藝員進修班                             | 張武孝 歌手                                                     | 朱樂洺 藝員訓練班                            |
| 朱滙林 TVbeople                                                   | 蔡國慶 麗的電視/亞洲電視                          | 蔡康年 香港有線電視                            | 何晉樂 藝員訓練班                             | 何啟南                                                          | 何偉業 藝員訓練班                            |
| 霍健邦                                                            | 海俊傑（兼天盟娛樂） 部頭 新秀歌唱大賽            | 葉家泓 香港先生選舉                            | Joe Junior（兼環星娛樂） 歌手                 | 關偉倫 無綫邵氏藝員訓練班、麗的電視、香港電視網絡               | 關浩揚 殘酷一叮                              |
| 江榮暉 藝員訓練班                                                 | 江富強 龍虎武師                                   | 郭浩皇（兼新世代娛樂文化） 歌手                | 簡家麒 藝員訓練班、盛·舞者                    | 顧冠忠 麗的電視／亞洲電視                                       | 嘉駿 藝員訓練班                              |
| 劉天龍 藝員訓練班                                                 | 劉家聰 模特兒、藝員訓練班、亞洲電視、香港有線電視 | 林偉 香港演藝學院、亞洲電視                    | 林敬剛 電影演員                               | 梁皓楷 亞洲電視（香港男士競選）、特約演員                       | 梁証嘉 藝員訓練班                            |
| 李俊華（孖八） 盛·舞者                                            | 李浩林                                            | 李啓傑                                         | 李岡 亞洲電視                                 | 李嘉晉 藝員訓練班                                               | 李善恆                                       |
| 李頊珩 香港演藝學院                                               | 李泳豪 兒童演員、亞洲電視                         | 李鉅峰 衝上雲霄大選                            | 羅鴻 邵氏藝員訓練班、特約演員                 |                                                                 | 莫偉文 特約演員                              |
| 莫家淦 香港有線電視                                               | 魏惠文 香港演藝學院、無綫配音員                   | 鬼塚 特約演員                                  | 吳佩隆 香港演藝學院、big big channel          | 伍禮騫 香港先生選舉、演藝進修班（短期）                         | 彭廸安／彭懷安 歌手                          |
| 潘志文（兼邵氏兄弟） 麗的電視/亞洲電視                            | 蕭文諾 藝員訓練班                                 | 冼灝英 亞洲電視                                | 邵卓堯 藝員訓練班                             | 曾航生 亞洲電視（未來偶像爭霸戰）、省港杯歌唱比賽、新秀歌唱大賽 | 曾健明 麗的電視/亞洲電視                     |
| 曾海昌 功夫新星、藝員訓練班                                       | 戴耀明 亞洲電視、新秀歌唱大賽、藝員進修班         | 謝可逸 藝員訓練班                              | 董敬文 藝員訓練班                             | 杜燕歌（兼邵氏兄弟） 無綫配音員                                 | 鄧永健 藝員訓練班                            |
| 鄧英敏 藝員訓練班                                                 | 王俊棠 電影演員                                   | 王致狄 藝員訓練班                              | 黃耀煌 藝員訓練班                             | 黃栢文 藝員訓練班                                               | 黃榮燊 藝員訓練班                            |
| 黃煒溏 動作特技演員                                               | 黃子雄 亞洲電視、新城電台                         | 黃潤成 藝員訓練班（短期）                      | 煒烈 藝員訓練班、麗的電視/亞洲電視、特約演員  | 威廉陳／陳富勝 特約演員                                         | 楊證樺 新秀歌唱大賽                          |
| 姚兵 TVB8全球華人新秀歌唱大賽                                     | 易智遠                                            | 姚亦澧 香港先生選舉、藝員訓練班                | 余富根 藝員訓練班                             |                                                                 |                                              |

## 女藝員（經理人合約）
| 姓名（加入途徑或背景）                  | 姓名（加入途徑或背景）                      | 姓名（加入途徑或背景）                                            | 姓名（加入途徑或背景）                                    | 姓名（加入途徑或背景）                               | 姓名（加入途徑或背景）                                    | 姓名（加入途徑或背景） |
| --------------------------------------- | ------------------------------------------- | ----------------------------------------------------------------- | --------------------------------------------------------- | ---------------------------------------------------- | --------------------------------------------------------- | ---------------------- |
| 高海寧 香港小姐競選                     | 張曦雯 國際中華小姐競選                     | 黃翠如 香港有線電視                                               | 朱千雪 香港小姐競選                                       | 蔡思貝 香港小姐競選、藝員訓練班（旁聽）              | 陳煒 亞洲電視（亞洲小姐競選）                             |                        |
| 姚子羚 TVB8全能主持比賽                 | 龔嘉欣 香港演藝學院、香港有線電視           | 吳若希 歌手                                                       | 朱晨麗 香港演藝學院、香港小姐競選、國際中華小姐競選       | 劉佩玥 香港小姐競選                                  | 陳曉華 香港小姐競選、藝員訓練班（短期）、國際中華小姐競選 |                        |
| 王敏奕（兼星夢娛樂） 模特兒             | 劉穎鏇 香港小姐競選、演藝進修班（短期）     | 馮盈盈 香港小姐競選、演藝進修班（短期）（旁聽）、國際中華小姐競選 | 郭柏妍 香港小姐競選、藝員訓練班（短期）                   | 何依婷 香港小姐競選、藝員訓練班                      | 陳敏之 模特兒                                             |                        |
| 陳自瑤 模特兒                           | 賴慰玲 香港演藝學院、經羅冠蘭推薦           | 蔣祖曼 電影演員                                                   | 湯洛雯 香港小姐競選                                       | 張寶兒 香港小姐競選、演藝進修班（短期）              | 呂慧儀 模特兒、工展小姐、香港小姐競選                     |                        |
| 樊亦敏（兼邵氏兄弟） 香港小姐競選       | 湯盈盈 國際華裔小姐競選、藝員進修班（旁聽） | 林淑敏 香港小姐競選                                               | 傅嘉莉 模特兒                                             | 蔣家旻 TVbeople、藝員訓練班                          | 譚凱琪 香港有線電視                                       |                        |
| 陳貝兒 香港有線電視、now TV             | 朱凱婷 香港小姐競選                         | 麥美恩 香港小姐競選                                               | 陳庭欣 香港小姐競選、國際中華小姐競選                     | 陳懿德 香港小姐競選                                  | 何沛珈 香港小姐競選、藝員訓練班（短期）                   |                        |
| 李旻芳 藝員訓練班                       | 梁敏巧 香港小姐競選                         | 何泳芍 香港小姐競選、藝員訓練班（短期）                           | 黎寬怡 模特兒、藝員訓練班                                 | 王嘉慧 香港小姐競選                                  | 宋宛穎 香港小姐競選                                       |                        |
| 彭慧中 香港小姐競選                     | 林秀怡（兼澳滌娛樂） 藝員訓練班             | 陳曉彤 香港小姐競選                                               | 梁菁琳 香港小姐競選                                       | 鄧凱文 香港小姐競選                                  | 廖倬竩 香港小姐競選                                       |                        |
| 賴彥妤 香港小姐競選                     | 張靜婷 香港小姐競選                         | 鞏姿希 香港小姐競選、藝員訓練班（短期）                           | 陳瑞菱 香港小姐競選                                       | 王灝兒／JW（兼星夢娛樂） 歌手                        | 谷婭溦 超級巨聲4、TVB全球華人新秀歌唱大賽                 |                        |
| 鍾柔美 聲夢傳奇                         | 姚焯菲 聲夢傳奇                             | 詹天文 聲夢傳奇                                                   | 黃洛妍 聲夢傳奇2                                          | 潘靜文 聲夢傳奇                                      | 文凱婷 聲夢傳奇                                           |                        |
| 劉芷君 聲夢傳奇                         | 林君蓮 聲夢傳奇                             | 林沚羿 聲夢傳奇                                                   | 蔡愷穎 聲夢傳奇                                           | 趙小婷 聲夢傳奇2                                     | 趙頌宜 聲夢傳奇2                                          |                        |
| 江廷慧 聲夢傳奇2                        | 胡美貽 香港小姐競選、藝員訓練班             | 李茵彤 聲夢傳奇2                                                  | 梁芷菁 聲夢傳奇2                                          | 劉芷玲 藝員訓練班                                    | 劉詠彤 聲夢傳奇2                                          |                        |
| 蕭呈謙 聲夢傳奇2                        | 戴祖儀 歌手                                 | 古佩玲 香港小姐競選                                               | 游嘉欣 後生仔3.0                                          | 鄺潔楹 模特兒                                        | 陳楨怡 香港小姐競選、藝員訓練班（短期）                   |                        |
| 林鈺洧 香港小姐競選                     | 莊子璇 香港小姐競選                         | 倪嘉雯 模特兒                                                     | 林凱恩 香港小姐競選                                       | 吳沚默 藝員訓練班                                    | 莊思明 香港小姐競選                                       |                        |
| 李君妍 藝員訓練班、功夫新星             | 郭珮文 香港小姐競選                         | 陳星妤 香港小姐競選                                               | 謝嘉怡 香港小姐競選、藝員訓練班（短期）                   | 羅毓儀（兼星夢娛樂） YouTuber、藝員訓練班、後生仔4.0 | 王菲 香港小姐競選                                         |                        |
| 黃嘉雯 香港小姐競選、藝員訓練班（短期） | 陳熙蕊 香港小姐競選                         | 陳詩欣 模特兒、歌手、美女廚房                                     | 陳嘉慧 藝員訓練班                                         | 陳若思 香港小姐競選、後生仔4.0                       | 蔡菀庭 國際中華小姐競選、藝員訓練班（短期）               |                        |
|                                         | 張盈悅 香港小姐競選、後生仔4.0              | 張天妮 藝員訓練班                                                 | 鄭淑賢 藝員訓練班                                         | 鍾晴 模特兒、ViuTV、美女廚房                         | 曹銦玲 藝員訓練班                                         |                        |
| 許子萱 香港小姐競選                     | 洪曼芹 藝員訓練班                           | 葉靖儀 香港小姐競選                                               | 葉蒨文 香港小姐競選、演藝進修班（短期）                   | 姜嘉琳 香港小姐競選                                  | 姜依宁 香港小姐競選                                       |                        |
| 關楓馨 香港小姐競選                     | 李芷晴 香港小姐競選、藝員訓練班（短期）     | 邢慧敏 香港小姐競選                                               | 李海銅 藝員訓練班                                         | 林夕童 藝員訓練班                                    | 羅雪妍 香港小姐競選                                       |                        |
| 羅皓誼 藝員訓練班                       | 梁晶晶 香港小姐競選                         | 梁采貽 香港小姐競選                                               | 梁荺苓 藝員訓練班                                         | 梁允瑜 香港小姐競選                                  | 梁凱晴 香港小姐競選                                       |                        |
| 梁超怡 香港小姐競選                     | 樂珈嘉 藝員訓練班                           | 盧映彤 藝員訓練班                                                 | 路芙 新城電台                                             | 莫韻諰 香港小姐競選                                  | 麥詩晴 香港小姐競選                                       |                        |
| 孟希璘 藝員訓練班                       | 吳文懿 藝員訓練班                           | 伍韻婷 香港小姐競選                                               | 潘明璇 國際中華小姐競選、香港小姐競選                     | 廖慧儀 香港小姐競選、藝員訓練班（短期）              | 史穎喬 衝上雲霄大選                                       |                        |
| 邵初 香港小姐競選                       | 孫衣文 藝員訓練班                           | 鄧伊婷 模特兒、大閘蟹小姐競選                                     | 鄧佩儀 香港小姐競選                                       | 鄧美欣 香港小姐競選、藝員訓練班（短期）              | 鄧卓殷 香港小姐競選、藝員訓練班（短期）                   |                        |
| 戴佳敏 香港小姐競選                     | 謝恩靈 香港小姐競選                         | 湯之欣 藝員訓練班                                                 | 曾文心 藝員訓練班                                         | 杜愛恩 香港小姐競選、藝員訓練班（短期）              | 王子蝶 香港小姐競選                                       |                        |
| 王嫿嫿 香港小姐競選                     | 王怡然 香港小姐競選                         | 王敏慈 香港小姐競選                                               | 黃婉恩 香港小姐競選、藝員訓練班（短期）                   | 黃頌明 香港演藝學院、big big channel                 | 黃美棋 兒童演員                                           |                        |
| 黃子桐 香港小姐競選、藝員訓練班（短期） | 黃泳嘉 香港小姐競選                         | 黃紫恩 後生仔3.0                                                  | 黃瀅仴 藝員訓練班                                         | 黃婧靈 後生仔1.0                                     | 黃詩雅 藝員訓練班                                         |                        |
| 胡敏芝 藝員訓練班                       | 楊培琳 基本藝人 香港小姐競選                | 源菲然 香港小姐競選                                               | 阮嘉敏 模特兒、香港小姐競選、演藝進修班（短期）、美女廚房 | 李天縱 香港小姐競選                                  | 林熹瞳 電影演員                                           |                        |

## 女藝員（基本藝人／部頭合約）
| 姓名（加入途徑或背景）                                    | 姓名（加入途徑或背景）                                                                  | 姓名（加入途徑或背景）                          | 姓名（加入途徑或背景）                    | 姓名（加入途徑或背景）                                  | 姓名（加入途徑或背景）                          | 姓名（加入途徑或背景） |
| --------------------------------------------------------- | --------------------------------------------------------------------------------------- | ----------------------------------------------- | ----------------------------------------- | ------------------------------------------------------- | ----------------------------------------------- | ---------------------- |
| 汪明荃 麗的映聲/麗的電視                                  | 胡定欣（兼邵氏兄弟） 模特兒、全球華人新秀歌唱大賽、TVB 周刊 Cover Girl 選舉、藝員訓練班 | 林夏薇（兼邵氏兄弟） 中央戲劇學院               | 江美儀 亞洲電視                           | 羅蘭 麗的電視/亞洲電視                                  | 薛家燕（兼環星娛樂） 兒童演員、光藝製片公司演員 |                        |
| 陳瀅（兼邵氏兄弟） 模特兒                                 | 蔡潔（兼邵氏兄弟） 國際中華小姐競選                                                     | 滕麗名 新秀歌唱大賽、藝員進修班（旁聽）         | 肥媽 歌手                                 | 車婉婉 新秀歌唱大賽                                     | 胡蓓蔚 歌手                                     |                        |
| 黎芷珊 藝員訓練班                                         | 梁麗翹 香港小姐競選                                                                     | 吳幸美 香港小姐競選                             | 潘盈慧                                    | 康華（兼邵氏兄弟、環星娛樂） 香港演藝學院、香港小姐競選 | 何慈茵（兼邵氏兄弟） ViuTV                      |                        |
| 關嘉敏（兼邵氏兄弟、天盟娛樂） 全民造星III、歌手、盛·舞者 | 劉嘉琪（兼邵氏兄弟） 藝員訓練班                                                         | 區靄玲 亞洲電視、特約演員                       | 寶珮如 亞洲電視（未來偶像爭霸戰           | 陳靖雲 藝員訓練班                                       | 陳潁熙 藝員訓練班                               |                        |
| 陳善渝（兼天盟娛樂） 全民造星III、歌手、盛·舞者           | 張韋怡 香港小姐競選、藝員訓練班                                                         | 張美妮 藝員訓練班                               | 張詩欣 藝員訓練班                         | 張文慈 亞洲電視（亞洲小姐競選）                         | 莊易羚 兒童演員                                 |                        |
| 莊思敏 模特兒                                             | 趙璧渝 藝員訓練班                                                                       | 趙碩之（兼邵氏兄弟） 模特兒                     | 周麗欣 香港小姐競選、藝員訓練班           | 周寶霖 藝員訓練班                                       | 周穎箖 特技藝員                                 |                        |
| 程可為 藝員訓練班                                         | 朱咪咪 歌手                                                                             | 方伊琪（兼環星娛樂） 歌手                       | 詹可琳 香港開電視                         | 范莎莎 香港電台、亞洲小姐競選                           | 何婉盈（兼環星娛樂） 香港小姐競選、歌手         |                        |
| 何芷姍 藝員訓練班                                         | 韓馬利 經周梁淑怡介紹                                                                   | 許思敏 特約演員                                 | 葉凱茵 香港小姐競選                       | 龔慈恩 藝員訓練班                                       | 江欣燕 新秀歌唱大賽                             |                        |
| 關宛珊 模特兒                                             | 郭千瑜 藝員訓練班                                                                       | 呂珊（兼環星娛樂） 酒廊歌手                     | 梁珈詠 藝員訓練班                         | 梁芷珮 香港有線電視                                     | 劉思希 香港小姐競選                             |                        |
| 劉倬昕 藝員訓練班                                         | 劉彩玉 歌手                                                                             | 劉桂芳 廣告演員、經吳思遠推薦                   | 林漪娸 香港小姐競選、特約演員             | 林映輝 香港演藝學院                                     | 黎燕珊 亞洲電視（亞洲小姐競選）                 |                        |
| 羅冠蘭 藝員訓練班                                         | 羅丹虹 香港小姐競選                                                                     | 羅泳嫻 通靈之王                                 | 盧宛茵 藝員訓練班、麗的電視、香港電視網絡 | 麥皓兒 香港小姐競選、藝員訓練班                         | 麥玲玲（兼澳滌娛樂） 風水師                     |                        |
| 馬海倫 佳藝電視                                           | 馬蹄露 亞洲電視                                                                         | 魏芝 香港小姐競選、演藝進修班（短期）、美女廚房 | 吳香倫 歡樂今宵合約歌手、特約演員         | 吳綺珊 藝員訓練班                                       | 吳珮如 藝員訓練班                               |                        |
| 吳天兒 香港小姐競選、藝員訓練班                           | 潘芳芳 藝員訓練班、無綫配音員                                                           | 潘冠霖 Cover Girl選舉、藝員訓練班               | 彭翔翎 藝員訓練班                         | 蕭麗芠 藝員訓練班                                       | 蘇恩磁 藝員訓練班、佳藝電視、麗的電視           |                        |
| 蘇麗明 藝員訓練班                                         | 沈可欣 香港演藝學院                                                                     | 宋芝齡 香港小姐競選、藝員訓練班                 | 曾慧雲 藝員招募班                         | 曾琬莎 藝員訓練班                                       | 曾敏 亞洲電視（亞洲小姐競選）、藝員訓練班       |                        |
| 黃山怡 歌手                                               | 丁樂鍶 模特兒、藝員訓練班                                                               | 謝雪心 亞洲電視                                 | 譚淑瑩 特約演員                           | 王綺琴 電視小姐選舉、亞洲電視、香港電台                 | 黃梓瑋 特約演員                                 |                        |
| 黃凱琪 香港小姐競選、藝員訓練班                           | 尹詩沛 藝員訓練班                                                                       | 袁潔儀 亞洲電視（亞洲小姐競選）                 | 楊卓娜 香港小姐競選                       | 楊玉梅（兼邵氏兄弟） 亞洲電視（亞洲小姐競選）           | 楊家寶 藝員訓練班                               |                        |
| 阮兒 香港小姐競選、藝員訓練班                             | 姚嘉妮 亞洲電視（亞洲小姐競選）                                                         | 姚瑩瑩 環球小姐、藝員進修班（旁聽）             | 謝芷倫 香港小姐競選、香港電視網絡         |                                                         |                                                 |                        |

## 動作特效藝員
| - 詹小玲 - 韓平 - 姜克誠 - 梁博恩 | - 蔣榮法 - 鄧丹尼 - 黃劍偉 - 甄健偉 |

## 電視藝員訓練班學員
| - 蔡尚晉 - 吳旻軒 | - 梁詠宇 - 冼子筠 |

## 合作藝員（戲劇組）
注：參與邵氏兄弟及外購劇演員不計。此章節包括近年經常以自由身拍劇的演員，此外也包括正在拍攝或近期拍攝完畢劇集的邵氏影城電影公司任演員。

| 男藝員 - 王祖藍《哪吒與楊戩》 - 羅家英《哪吒與楊戩》 - 馬德鐘《非常檢控觀》 - 麥秋成《非常檢控觀》 - 張國強《非常檢控觀》 - 石修《非常檢控觀》 - 吳啟華《非份之罪》 - 翟威廉《非常檢控觀》、《非份之罪》 - 鍾鎮濤《巨塔之》 - 湯鎮業《巨塔之》 - 關禮傑《臥底嬌娃》、《模仿人生》 - 黃宗澤《新聞女王2》 - 張智霖《璀璨之城》 - 吳卓羲《璀璨之城》 - 栢天男《模仿人生》 - 馮皓揚《俠醫》 | 女藝員 - 鍾嘉欣《哪吒與楊戩》 - 區明妙《非份之罪》 - 貝安琪《非份之罪》 - 蘇韻姿《非份之罪》 - 宣萱《巨塔之》 - 邵美琪《臥底嬌娃》 - 佘詩曼《新聞女王2》 - 思霆《非份之罪》 - 吳嘉儀《非常檢控觀》 - 江嘉敏《非常檢控觀》、《非份之罪》、《武林》、《金式森林》 - 袁詠儀《模仿人生》 |

## 合作藝員（非戲劇組）
| 男藝員 - 張錦祥（節目主持） - 胡慧冲（節目主持） | 女藝員 - 林映暉（節目主持） |

## 特約演員
| 男 - 區偉權 - 歐陽楓 - 歐陽德勛（歌手、新秀歌唱大賽） - 陳卓華 - 陳振華（經喬寶寶介紹） - 陳振業 - 陳浩鏘 - 陳家輝 - 陳佳琳 - 陳國基 - 陳彼得（經喬寶寶介紹） - 鄭毅邦 - 張俊平（藝員訓練班） - 張劍雄／張國雄 - 張彼得／張帆 - 招浩東 - 周煥培 - 徐貫國 - 方俊／方楠河（香港樂壇（環星音樂）） - 馮康寧（邵氏演員訓練班） - 馮柏然／馮見日 - 侯建民（香港先生、前無綫合約藝員） - 何振華 - 賀峰 - 何文進 - 何柏光／何柏江 - 洪資訊 - 計祥龍 - 金韋飛／吳國強 - 簡新銳 - 紀保羅 - 嘉俊／江嘉俊（亞洲電視） - 郭家俊 - 郭韻浩（藝員訓練班） - 鄺國生 - 黎日楠 - 賴榮顯 - 林子幸 - 林偉年 - 林日昇 - 劉日東 - 劉應龍 - 李健 - 李錦明 - 李子明 - 李智銳 - 利耀堂（香港電視網絡） - 梁俊 - 梁雄／梁富雄 - 羅頌華（亞洲電視） - 盧海鷹 - 麥少華 - 明德豐 - 伍秉君 - 伍慶華 - 吳文舜 - 顏文偉 - 蒲進（前無綫合約藝員、亞洲電視） - 潘卓明 - 石浩東 - 薛純基（前無綫合約藝員） - 蕭家浩（香港先生選舉、藝員訓練班） - 蕭健楓 - 蘇嘉倫（蘇智超） - 宋憲樺 - 譚俊雄 - 鄧重謙 - 鄧以豪 - 唐家雄 - 曾啟綸／曾耀明（銀河接力大賽、香港電視網絡） - 溫玉瑜（粵劇界） - 黃志榮 - 黃成想（亞洲電視、前無綫合約藝員） - 王得琛 - 王東泰（藝員訓練班、前無綫合約藝員） - 王華盛 - 黃耀文 - 胡天佑 - 甄懋強／甄茂強（藝員訓練班、前無綫合約藝員） - 楊家輝 - 阮毅雄 - 尤志豪 - 林筠翔（前無綫配音員） | 女 - 歐陽燕萍 - 畢艾美（經喬寶寶介紹） - 陳玉琼／陳妹妹 - 陳淑芬／陳美頤 - 鄭玉儀 - 張青雲 - 張嘉琪 - 張幗英 - 周凌 - 鍾凱琪（殘酷一叮） - 方麗盈（歡樂今宵合約歌手） - 何佳佳／何鳳竹 - 何美好（前無綫合約藝員） - 許碧姬 - 許思敏 - 姜蓓莉（藝員訓練班、前無綫合約藝員） - 黎石雲（亞洲電視） - 林潔瑩 - 芊洋／黎子嘉 - 柳秋紅 - 劉沛寧 - 劉燕嫦 - 李仲美 - 李亦喬 - 廖思略／廖素屏 - 梁晶晶／林惜貞（香港七十年代樂壇、歡樂今宵合約歌手） - 馬嘉莉 - 梅芬／潘采鳳（香港六七十年代樂壇） - 吳江倫（新秀歌唱大賽、吳香倫胞妹） - 吳麗珠（藝員訓練班、前無綫合約藝員） - 魏穎彤 - 顏仟汶（藝員訓練班、前無綫合約藝員） - 彭凱筠 - 彭美嫦 - 曉華／包曉華（歡樂今宵合約歌手、香港電視網絡） - 潘麗施／璐以斯 - Siti Fatimah - 孫慧蓮 - 孫儀凌（香港小姐競選） - 譚錦萌 - 鄧朴晴／鄧穎瑜 - 鄧綺銀 - 曾玉娟 - 黃海宴 - 王瑋（亞洲電視（亞洲小姐競選）） - 游潔冰 - 游五珠 - 邱芷微 - 丘惠玲 - 楊莉莉／楊麗園 - 楊依依 - 葉曉影 （页面存档备份，存于） - 馬溱禧 - 高爾珩 - 伍秀霞（前無綫配音員） - 千雪 |

## 童星藝員
*為簽約無綫，°為Honey Bees前/現成員 

| 男藝員 - 黃厚仁《愛·回家之開心速遞》 - 梁禹勤《愛·回家之開心速遞》 - 歐陽敬賢 - 鄭佑男 - 張傲程 - 劉宸熙 - 馬譽軒 - 胡俊軒 - 何珀廉 - 熊倬樂 - 吳柏翹 - 周筠浩 - 黃梓賢 - 黃梓樂 | 女藝員 - 陳偲穎 - 鄭可琳° - 潘姿善 - 梁鎧澄 - 黃學盈 - 黃巧兒 - 黃雪兒 - 錢悅 - 楊鎧凝 - 林靖文 - 黃芷晴 - 梁芯語 - 江芷銦 - 馮枷茵 - 石芯悠 - 徐綽恩 - 黃語芊 |

## 備註
1. 1 2 3 4 5 6 7 8  演員名字來源及照片可參見香港影庫
2. ↑  演員名字來源可參見《名媛望族》第10集演員名單
3. ↑  演員名字來源及照片可參見HKFACT網頁
4. ↑  演員名字來源及照片可參見HKFACT網頁
5. ↑  演員名字來源及照片可參見852Production網頁
6. ↑  演員名字來源及照片可參見HKFACT網頁
7. ↑  演員名字來源及照片可參見HKFACT網頁
8. ↑  演員名字來源及照片可參見HKFACT網頁
9. ↑  演員名字來源及照片可參見HKFACT網頁
10. ↑  演員名字來源及照片可參見HKFACT網頁
11. ↑  演員名字來源及照片可參見HKFACT網頁
12. ↑  演員名字來源及照片可參見HKFACT網頁
13. ↑  演員名字來源及照片可參見HKFACT網頁
14. ↑  演員名字來源及照片可參見HKFACT網頁
15. ↑  演員名字來源及照片可參見HKFACT網頁
16. ↑  演員名字來源及照片可參見HKFACT網頁
17. ↑  演員名字來源可參見《EU超時任務》第6集劇情配合第12集演員名單
18. ↑  演員名字來源及照片可參見Facebook專頁
19. ↑  演員名字來源及照片可參見HKFACT網頁
20. ↑  演員名字來源可參見《巾幗梟雄之義海豪情》
21. ↑  演員名字來源及照片可參見Facebook專頁
22. ↑  演員名字來源可參見《護花危情》第2集演員名單
23. ↑  演員名字來源及照片可參見香港演藝人協會Youtube
24. ↑  演員名字來源可參見《東西宮略》第7集演員名單
25. ↑  演員名字來源可參見《開腦儆探》第3集演員名單
26. ↑  演員名字來源可參見《皆大歡喜》第245集演員名單
27. ↑  演員名字來源及照片可參見香港演藝人協會Youtube和《我們的天空》第6集演員名單
28. ↑  演員名字來源可參見《機動部隊2019》
29. ↑  演員名字來源可參見《超能老豆》第8集演員名單
30. ↑  演員名字來源可參見《好日子》第11集演員名單和《開腦儆探》第4集演員名單
31. ↑  演員名字來源可參見《超能老豆》第8集演員名單
32. ↑  演員名字來源可參見《愛·回家》飾演Carol姨，和《妙手仁心》第21-23集演員名單
33. ↑  演員名字來源可參見《我們的天空》第9集演員名單
34. ↑  演員名字來源可參見《愛·回家》第371集演員名單

## 外部連結
- 無綫電視藝人列表 - tvb.com（页面存档备份，存于）
- 林文龍解釋部頭與基本藝員合約之關係 （页面存档备份，存于）
- 【TVB Secrets】揭藝人騷錢計法　月薪最慘隨時只得二千蚊？ （页面存档备份，存于）